# سيرجي برين
سيرجي برين عالم حاسوب أمريكي، روسي الأصل، أسس مع لاري بيج شركة جوجل (بالإنجليزية: Google) التي تمثل أكثر شركات الإنترنت ربحية. قدرت ثروته الشخصية في يونيو 2014 بـ30 مليار دولار أمريكي. هاجر برين وعائلته إلى الولايات المتحدة من الاتحاد السوفيتي وهو في السادسة من عمره، حصل على درجة البكالوريوس من جامعة ميري لاند، على خطى أبيه وجده دارساً الرياضيات وعلوم الحاسوب. بعد تخرجه انتقل إلى جامعة ستانفورد للحصول على شهادة الدكتوراه في علوم الحاسب حيث التقى «لاري بيج» والذي أصبح شريكه في بدأ محرك البحث العملاق جوجل.
أشير إلى برين من قبل مجلة ذي إيكونومست كشخص يؤمن أن «المعرفة دائماً مفيدة، وقطعاً أفضل من الجهل»، ويظهر ذلك في شعار مهمة جوجل "Organize the world's information and make it universally accessible and useful" «نَظّم معلومات العالم واجعلها متاحة ومفيدة على نطاق واسع».

## نشأته
ولد سيرجي عام 1973 في موسكو، الاتحاد السوفيتي لوالدين يهوديين روسيين، كلاهما خريجا جامعة موسكو الحكومية. كان أبوه بروفيسور رياضيات في جامعة ميري لاند وأمه باحثة في ناسا.

### طفولته في الاتحاد السوفيتي
في عام 1979، عندما كان برين في السادسة من العمر، أحست عائلته بلزوم الهجرة إلى الولايات المتحدة، حيث يدعي والدا برين أن الحزب الشيوعي في الاتحاد السوفيتي لم يتح الفرصة لليهود وأنهم تعرضوا لمعاملة قاسية لكونهم يهوداً أثناء إقامتهم هناك.

### تعليمه في الولايات المتحدة
التحق برين بمدرسة ابتدائية في ولاية ميريلاند، ولكنه حصل على تعليم إضافي في المنزل، حيث أن والده، بصفته بروفيسوراً في قسم الرياضيات في جامعة ميريلاند، شجعه على تعلم الرياضيات، وساعدته عائلته للمحافظة على طلاقته في اللغة الروسية. انخرط برين في جامعة ميريلاند في سبتمبر 1990 لدراسة الرياضيات وعلوم الحاسوب، حيث حصل على درجة البكالوريس في عام 1993 مع مرتبة الشرف.
بدأ برين دراساته الجامعية المتقدمة في علوم الحاسوب بعد حصوله على منحة دراسية. في عام 1993، التحق برين ولفرام ريسيرش، والذين قاموا بتطوير برنامج ماثماتيكا.

## تطوير محرك البحث
التقى برين بلاري بيج في إحدى دورات توجيه الطلاب الجدد في جامعة ستانفورد. وفي مقابلة مع مجلة «ذي إيكونوميست»، قال برين مازحاً: «كلانا مزعجان نوعاً ما». حيث يبدو أنهما لا يتفقان على العديد من الأمور، ولكن بعد قضاء بعض الوقت سويا، أصبحا «قرينين ثقافيين وأصدقاء مقربين». كان تركيز برين منصباً على أنظمة البحث عن المعلومات، بينما كان لاري بيج مهتماً بتطوير كيفية «معرفة أهمية الورقة البحثية من خلال الاستدلالات منها في أوراق بحثية أخرى»، فقاما بكتابة ورقة بحثية بعنوان "The Anatomy of a Large-Scale Hypertextual Web Search Engine" (تركيب محرك بحث بالنصوص الفائقة على الشبكة العنكبوتية)

بجمع أفكارهما سويا، قاما بجلب أجهزة حاسوب رخيصة في غرفة سكنهم الجامعية، وقاما باختبار تصاميم محرك البحث الجديد على الشبكة. وأخذ مشروعهما ينمو بسرعة كافية لدرجة «التسبب بمشاكل في القاعدة التحتية للحاسوبيات في جامعة ستانفورد». ولكن عندما أدركوا أنهم نجحوا في إنشاء محرك بحث قادر على البحث في الويب، قاموا بإيقاف دراستهم للدكتوراه للتفرغ للعمل على مشروعهم.
استخدم بيج وبرين مهاراتهما الأساسية السابقة في لغة إتش تي إم لإعداد صفحة بحث بسيطة للمستخدمين، إذ لم يكن لديهما مطور صفحات ويب لإنشاء أي تفصيل مرئي. بدآ في استخدام أي جزء حاسوبي يمكنهم العثور عليه لتجميع القدرة الحاسوبية اللازمة للتعامل مع عمليات البحث التي يقوم بها المستخدمين المتعددين. مع تزايد شعبية محرك البحث بين مستخدمي ستانفورد، احتاجا خوادم إضافية لمعالجة الاستعلامات. وفي أغسطس 1996، أتيحت النسخة الأولية من جوجل على موقع ستانفورد على شبكة الإنترنت.
وبحلول أوائل عام 1997، وصفت صفحة  باك رب الحالة كما يلي:
- بعض الإحصاءات التقريبية (من 29 أغسطس، 1996)
- إجمالي عناوين يو آر إل بلغة إتش تي إم إل القابلة للفهرسة: 75.2306 مليون
- إجمالي المحتويات المنزّلة: 207.022 غيغابايت

كُتب باك رب بلغة جافا بايثون وشُغل على العديد من محطات عمل وخوادم صن ألتراس وإنتل بينتيومز التي تعمل بنظام التشغيل لينكس. احتفظ بقاعدة البيانات الأساسية على سلسلة صن ألترا الثانية على أقراص بسعة 28 غيغابايت. قدم سكوت حسن وآلان ستيرمبيرغ الكثير من المساعدة الماهرة في مجال التنفيذ. كما شارك سيرجي برين بشكل كبير ويستحق الكثير من الشكر.
لاري بيج  - Larry Page pagecs.stanford.edu

عرض باك رب بالفعل وظائف وخصائص محرك البحث البدائية: أُدخلت مدخلة الاستعلام وقدم قائمة بالارتباطات الخلفية مرتبة حسب الأهمية. ذكر بيج «لقد أدركنا أن لدينا أداة استعلام. تعطيك تصنيفًا عامًا جيدًا للصفحات وتُرتب صفحات المتابعة.» قال بيج أنهم أدركوا أخيرًا في منتصف عام 1998، إمكانات مشروعهم الإضافية: «سرعان ما أصبح  لدينا 10,000 عملية بحث يوميًا، وكنا نتصور، ربما يكون هذا حقيقيًا بالفعل.»

قارن البعض بين رؤية بيج وبرين وتأثير يوهانس غوتنبرغ، مخترع الطباعة الحديثة:
قدم يوهانس غوتنبرغ عام 1440، آلة الطباعة الميكانيكية إلى أوروبا، التي طبعت الأناجيل للاستخدام العام. سمحت هذه التقنية بطباعة الكتب والمخطوطات -والتي كانت تنسخ يدويًا- بمعدل أسرع بكثير، وبالتالي نشر المعرفة والمساعدة لبدء عصر النهضة الأوروبية... قامت غوغل بعمل مماثل.
أشار مؤلفو قصة جوجل إلى هذه المقارنة: منذ عهد غوتنبرغ... لم يُقدم أي اختراع جديد يعمل على تمكين الأفراد، وتحويل القدرة على الوصول إلى المعلومات، بقدر ما فعلت شركة غوغل. وأيضًا، بعد مرور فترة وجيزة بعدما أعد الاثنان «محركهم الجديد لعمليات البحث على الويب، بدآ في التفكير في المعلومات التي لم تكن متاحة في ذلك الوقت على الويب»، مثل التحويل الرقمي للكتب وتوسيع المعلومات الصحية.

## اهتمامات أخرى

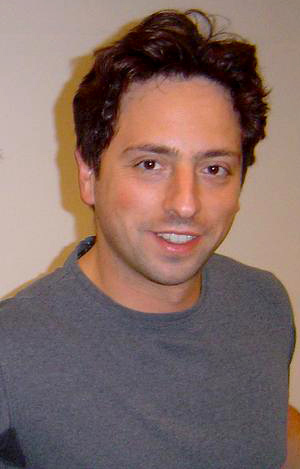
الصورة للملياردير الأمريكي الروسي سيرجي برين، المؤسس المشارك لشركة جوجل

يعمل برين على مشاريع أخرى أكثر خصوصية تتجاوز نطاق غوغل. يحاول، مثلًا، هو وبيج المساعدة في حل مشاكل الطاقة والمناخ في العالم في فرع غوغل الخيري، Google.org، الذي يستثمر في صناعة الطاقة البديلة لإيجاد مصادر أوسع للطاقة المتجددة. وتقر الشركة بأن مؤسسيها يريدون «حل المشاكل الكبيرة حقًا باستخدام التكنولوجيا».
استثمروا في أكتوبر 2010، مثلًا، في مشروع إنمائي رئيسي لطاقة الرياح البحرية لدعم شبكة طاقة الساحل الشرقي، والذي سيصبح في نهاية المطاف واحدًا من نحو 12 حقلًا للرياح البحرية مقترحة للمنطقة. وقبل ذلك بأسبوع، قدما سيارة يمكنها، بالاعتماد على «الذكاء الاصطناعي»، قيادة نفسها باستخدام كاميرات الفيديو وأجهزة استشعار رادارية. سيواجه سائقي السيارات المزودة بأجهزة استشعار مماثلة حوادث أقل في المستقبل. وبالتالي، يمكن تصنيع سيارات أكثر أمانًا وأخف وزنًا وتستهلك وقودًا أقل. يحاولون حث الشركات على إيجاد حلول مبتكرة لزيادة إمدادات الطاقة في العالم. وهو مستثمر في شركة تيسلا موتورز، التي طورت تيسلا رودستار (2008)، والتي تعمل ببطارية كهربائية تقطع نحو 244 ميل (393 كم) بالإضافة إلى تيسلا طراز إس، ببطارية كهربائية تقطع 265 ميلاً (426 كم).

## الحياة الشخصية

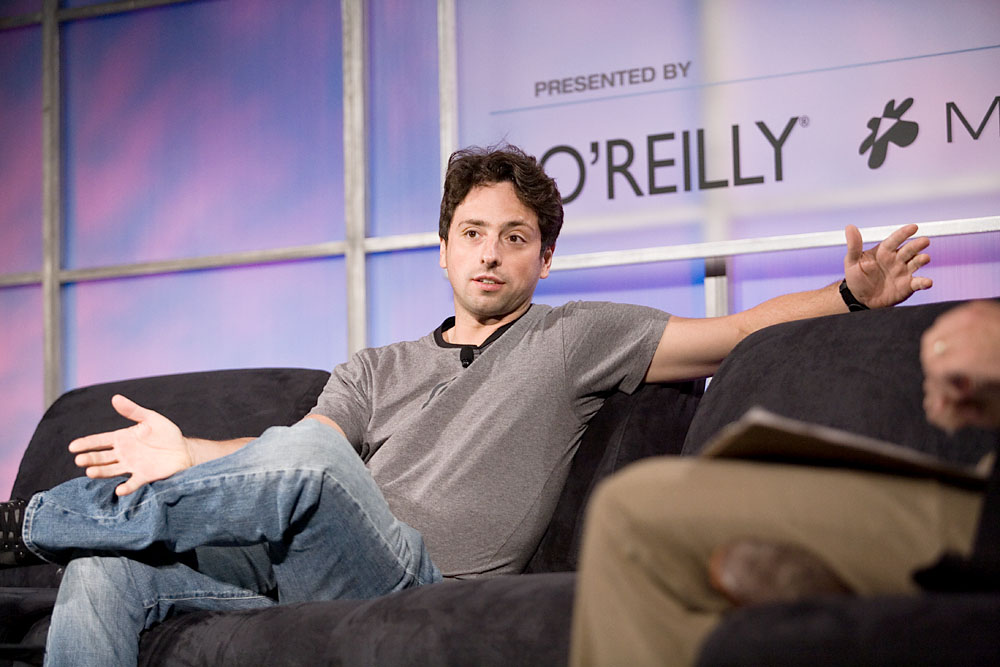
سيرجي برين في مؤتمر ويب 2.0 2005.

تزوج برين من آن وجسيكي والتي تعمل في مجال التكنولوجيا الحيوية في الباهاما في أيار / مايو 2007. يقوم آن وبرين بتطوير طرق جديدة الوصول إلى المعلومات المرتبطة بالصحة. ورزقا بابن في أواخر عام 2008 وابنة في أواخر عام 2011. وفي أغسطس 2013، أُعلن أن برين وزوجته قد انفصلا بعد أن علاقة برين الرومانسية بمديرة التسويق في Google Glass، اماندا روسينبرج. في يونيو 2015، أنهى برين ووجسيكي اجراءات طلاقهما.
أصيبت والدة برين، يوجينيا، بمرض الشلل الرعاش، فقرر برين في عام 2008 التبرع للقسم الطبي بجامعة ميريلاند حيث تعالج والدته.

كما يقوم برين وزوجته بإدارة مؤسسة برين وجسيكي الخيرية.
استفاد برين من خدمات 23andMe الخاصة بآن وجسيكي واكتشف أنه على الرغم من أن مرض باركنسون ليس وراثيًا بشكل عام، فإنه هو وامه يمتلكان طفرة في جين LRRK2 الذي يزيد من احتمال اصابته بالمرض في سنوات لاحقة بنسبة تتراوح بين 20٪ و 80٪. وعندما سُئل عما إذا كان الجهل ليس نعيمًا في مثل هذه الأمور، ذكر أن معرفته بالأمر تعني أنه يستطيع اتخاذ تدابير لمنع ذلك. جاء في افتتاحية مجلة ذي إيكونوميست أن «برين يعتبر طفرة جين LRRK2 كخطأ برمجي في شفرته الوراثية، وبالتالي لا يختلف عن الأخطاء في اكواد الحاسوب التي يقوم مهندسو Google بإصلاحها كل يوم. وبمساعدته لنفسه، يمكنه بالتالي مساعدة الاخرين»
على الرغم من طلاق سيرجي برين وآن وجسيكي، إلا أنهما لا زالا يديران معًا The Brin Wojcicki Foundation.

## روابط خارجية
- سيرجي برين على موقع IMDb (الإنجليزية)
- سيرجي برين على موقع الموسوعة البريطانية (الإنجليزية)
- سيرجي برين على موقع مونزينجر (الألمانية)
- سيرجي برين على موقع إن إن دي بي (الإنجليزية)
- سيرجي برين على موقع قاعدة بيانات الفيلم (الإنجليزية)
- سيرجي برين على موقع كينوبويسك (الروسية)